# Selección de fútbol de Nueva Zelanda
La selección de fútbol de Nueva Zelanda es el equipo representativo de dicho país en las competiciones oficiales. Su organización está a cargo de la Asociación de Fútbol de Nueva Zelanda, perteneciente a la OFC y a la FIFA.
El principal seudónimo de este equipo, All Whites, se le dio por primera vez durante la clasificación para la Copa Mundial de 1982. Esto se basó en el color blanco que comúnmente utilizaba el seleccionado como uniforme y en el apodo de la selección de rugby, llamados All Blacks. El sobrenombre llegó recién el encuentro disputado ante China Taipéi, por la segunda fecha.
La selección de fútbol de Nueva Zelanda ha logrado clasificar en tres ocasiones a la Copa Mundial de la FIFA, España 1982, Sudáfrica 2010, y México/Estados Unidos/Canadá 2026. En el 1982 perdió en sus tres presentaciones, terminando penúltimo en la tabla acumulada de dicho torneo, pero en 2010 fue la única selección que no perdió ningún encuentro en todo el campeonato, al igualar en sus tres encuentros.
Los All Whites comparten una rivalidad con la selección australiana, desde 1966, año de fundación de la OFC, hasta 2006, año en el que Australia pasó a ser parte de la AFC; se disputaron el primer lugar de la Confederación de Fútbol de Oceanía. A pesar de que Australia posee una clara ventaja sobre los neozelandeses, Nueva Zelanda pudo alzarse seis veces con el trofeo de la Copa de las Naciones de la OFC en 1973, 1998, 2002, 2008, 2016 y 2024. En dos de ellos (1998 y 2002) batió a los australianos en la final. Ambos seleccionados disputaban la Copa Trans-Tasman.
Es la única selección perteneciente a la OFC, de los 13 miembros, que ha llegado a participar en la Copa Mundial de Fútbol y, junto a Tahití, los únicos que se han proclamado campeones continentales. Además de ser el mejor posicionado en el ranking FIFA.

## Historia

### Inicios (1922-1968)

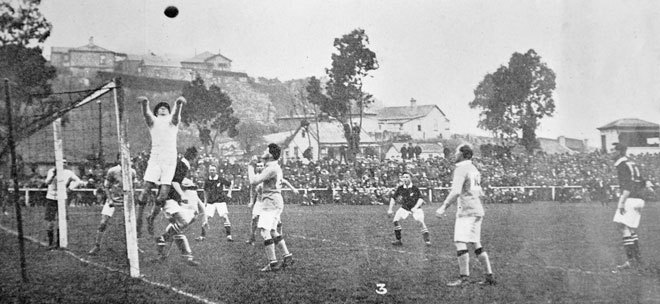
Imagen del primer encuentro oficial de la selección neozelandesa, disputado el 17 de junio de 1922 ante en Dunedin.

El primer partido que involucró a un seleccionado de jugadores neozelandeses tuvo lugar el 23 de julio de 1904 en Dunedin. Allí, los Kiwis perdieron por 1:0 en un amistoso no oficial ante un combinado de futbolistas provenientes de Nueva Gales del Sur. El partido se repitió una semana después en Wellington y terminó en empate 3:3. En 1905 la selección disputó doce amistosos frente a combinados regionales o colegios ganando seis encuentros, empatando dos y perdiendo los cuatro restantes.
El primer partido oficial lo jugó recién el 17 de junio de 1922 nuevamente en Dunedin, ante Australia, y terminó como victoria neozelandesa por 3:1. Desde entonces, Nueva Zelanda comenzó a enfrentarse en una serie de amistosos al seleccionado australiano cada varios años, intercalando los encuentros oficiales con otros no oficiales ante diversos equipos. La primera vez que enfrentó a otra selección en un partido oficial fue en 1927 cuando disputó una serie de amistosos ante Canadá. Pasarían veinte años para que Nueva Zelanda volviera a enfrentar a otro seleccionado que no fuera el australiano, en este caso Sudáfrica.
Aunque en los años 1920 los resultados eran relativamente positivos, los Kiwis perdieron 16 partidos consecutivos entre 1933 y 1951. Finalmente, lograron vencer a Nueva Caledonia por 6:4 en un partido disputado en Numea. Desde entonces, el combinado neozelandés comenzó a cruzarse con otros equipos de Oceanía: Fiyi, la Polinesia Francesa y la misma Nueva Caledonia, así como más adelante empezaría a jugar más seguido ante equipos asiáticos.

### Primeras eliminatorias y el título de 1973 (1969-1980)
En 1969 participó por primera vez de la clasificación para la Copa Mundial. Perdió ambos encuentros de la primera fase ante Israel y fue eliminado. En 1973 afrontó la primera edición de la Copa de Oceanía. Como organizador y con la importante ausencia de Australia, cuya asociación había abandonado la Confederación de Oceanía con el fin de unirse a la Asiática; Nueva Zelanda venció en la fase de grupos a Fiyi, Nueva Caledonia y las Nuevas Hébridas, y empató ante Tahití, clasificando a la final. En el partido decisivo, batió a los tahitianos por 2:0 consagrándose como campeón oceánico.  Aun así, el éxito continental no se vio reflejado en las eliminatorias al Mundial de 1974. Nueva Zelanda, emparejada con Australia, Irak e Indonesia, no logró ganar ningún partido, ocupando el último lugar con 3 puntos tras tres empates y tres derrotas.
La primera victoria en un partido de clasificación para la Copa Mundial llegó recién en 1977 cuando rumbo a Argentina 1978 la selección neozelandesa venció a China Taipéi por 6:0 aunque luego el combinado australiano lo eliminaría de sus aspiraciones de llegar al torneo. En 1980 disputó la segunda edición de la Copa Oceanía, quedando eliminado en la fase de grupos luego de perder con Tahití y Fiyi. Aun así, los neozelandeses vencieron 6:1 a las Islas Salomón en su último partido.

### El primer Mundial (1981-1984)

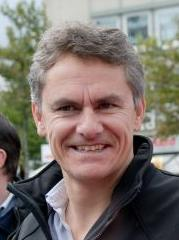
Wynton Rufer colaboró con tres goles a la clasificación de Nueva Zelanda a la Copa Mundial de 1982.

En las eliminatorias a la Copa Mundial de 1982, Nueva Zelanda fue emparejada con Australia, China Taipéi, Indonesia y Fiyi. Tras cosechar seis victorias, entre las cuales figura un 2:0 ante Australia en Sídney y un 13:0 sobre Fiyi, y dos empates, los neozelandeses avanzaron a la ronda final. Allí debieron enfrentarse a Kuwait, China y Arabia Saudita. En vísperas del último partido, que enfrentó a neozelandeses y saudíes, Nueva Zelanda necesitaba una victoria por un margen de cinco goles para obligar a un partido desempate ante China por la segunda plaza a España 1982, dado que Kuwait ya había conquistado uno de los dos cupos. El encuentro, disputado en Riad, lo ganaron los Kiwis por 5:0 con tantos de Rufer, Turner y Wooddin. El resultado obligó a un desempate, que fue jugado en Singapur a principios de 1982. Nuevamente con los aportes goleadores de Wooddin y Rufer, Nueva Zelanda venció por 2:1 a China y clasificó por primera vez a la Copa Mundial de Fútbol de 1982.
Como preparación, enfrentó a Hungría en dos amistosos en los que cayó por idéntico resultado, 2:1. Luego, en una serie de partidos a lo largo de todo el territorio neozelandés midió sus fuerzas frente a un seleccionado de la Liga Irlandesa y al Watford inglés. Ya en España, los Kiwis, con una base de jugadores que se desempeñaban en el medio local y con cinco futbolistas que jugaban en Australia, cayeron por 5:2 ante Escocia, 3:0 ante la Unión Soviética y 4:0 a manos de Brasil, siendo eliminados sin lograr ningún punto.

### A la sombra de Australia (1985-1997)
A pesar de haber comenzado con tres victorias y un empate en el grupo de clasificación al Mundial de 1986 que compartía con Australia, China Taipéi e Israel, las derrotas en los dos últimos partidos ante los seleccionados australiano e israelí dejaron a Nueva Zelanda en el tercer lugar y a Australia como el clasificado al repechaje intercontinental. Nuevamente previo a Italia 1990, el combinado neozelandés terminó por detrás de Australia e Israel y vio frustradas sus intenciones de volver a acudir a la máxima cita mundialista.
Ya sin Israel, y con la presencia de otras selecciones de Oceanía, Nueva Zelanda superó la primera fase de la clasificación al Mundial de 1994 con relativa facilidad, eliminando a Fiyi y Vanuatu. Sin embargo, en la ronda final, los Kiwis cayeron 4:0 en el global ante los Socceroos australianos. Nuevamente en las eliminatorias a Francia 1998, a pesar de caer en el primer partido ante Papúa Nueva Guinea 1:0, Nueva Zelanda avanzó a la ronda final, en la que se vio superado por 5:0 en el global a manos de Australia. Entre medio, afrontó la Copa de las Naciones de la OFC 1996, competición sucesora de la Copa de Oceanía. Aquella edición involucró solo a cuatro selecciones y eliminación directa. Los neozelandeses perdieron en la semifinal 3:0 en el global ante el combinado australiano.

### Vaivenes continentales (1998-2005)

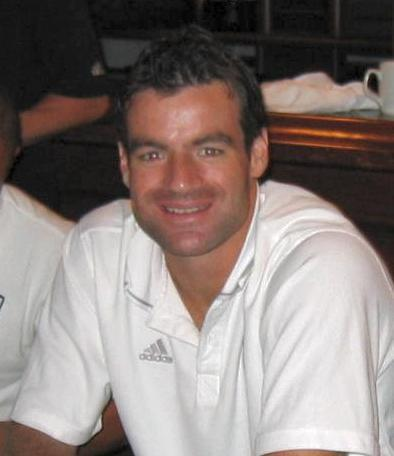
Ryan Nelsen marcó el gol con el que los All Whites vencieron 1:0 a en la final de la Copa de las Naciones de la OFC 2002.

La Copa de las Naciones de la OFC volvió a ser disputada en 1998 en Brisbane, Australia. Luego de superar en la fase de grupos a Tahití y Vanuatu, venció a Fiyi 1:0 en la semifinal y luego por el mismo resultado al combinado australiano en la final para consagrarse campeón de Oceanía por segunda vez. Gracias a la consagración, Nueva Zelanda participó en la Copa FIFA Confederaciones 1999 disputada en México. Allí, perdió 2:1 ante Estados Unidos, 2:0 frente a Alemania y nuevamente 2:0 contra Brasil.
En la quinta edición del torneo oceánico, jugada en el 2000 en la Polinesia Francesa, cayó en la final ante Australia por 2:0. Volvió a superar sin mayores complicaciones la primera fase de las eliminatorias para la Copa Mundial de 2002, pero se vio superado por los Socceroos 6:1 en el global en la ronda final. En la Copa de las Naciones de la OFC 2002, luego de superar a Tahití, Islas Salomón y Papúa Nueva Guinea en la fase de grupos; y a Vanuatu en la semifinal, Nueva Zelanda venció 1:0 a Australia y obtuvo su tercer título continental. Dicho título catapultó a los All Whites a la Copa Confederaciones, donde el equipo neozelandés fue batido 3:0 por Japón, 3:1 a manos de Colombia y 5:0 ante Francia.
Al año siguiente la Copa de las Naciones de la OFC equivalió a la clasificación al Mundial de 2006. Una sorpresiva derrota ante Vanuatu por 4:2 en la tercera fecha del torneo provocó que las Islas Salomón y Australia lo superaran y por ende, disputaran la final para definir al campeón de Oceanía y al que disputaría el repechaje intercontinental.

### El Mundial de Sudáfrica 2010 (2006-2010)

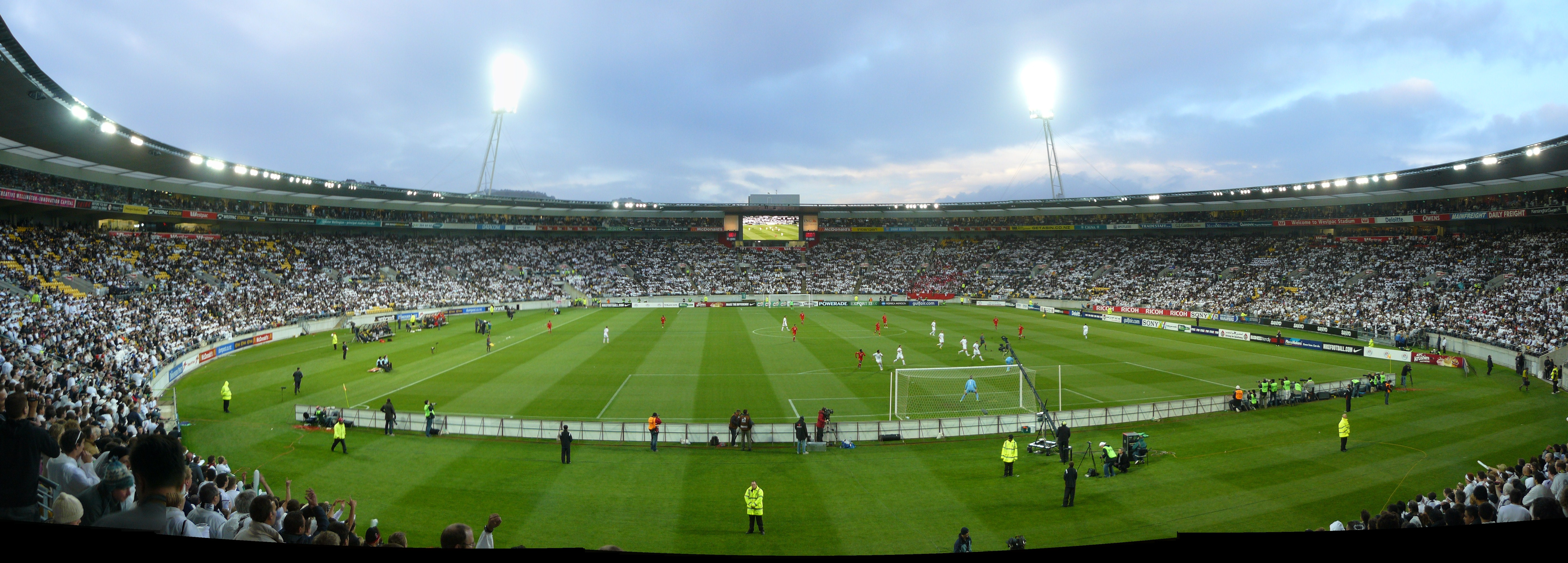
El Estadio Westpac durante la vuelta de la repesca ante. La victoria por 1-0 en este partido significó la clasificación de Nueva Zelanda a la Copa Mundial de 2010.

En 2006, la Federación de Australia abandonó la Confederación oceánica al unirse a la asiática. Sin su mayor rival, la selección neozelandesa disputó la Copa de las Naciones de la OFC 2008, que equivalía a la última fase de la clasificación al Mundial de 2010 y que constaba de un sistema de todos contra todos en el que también participaban Nueva Caledonia, Fiyi y Vanuatu, como principal favorito. Con cinco victorias y tan solo una derrota, se proclamó ganador del torneo y clasificó al repechaje con un equipo asiático por un lugar en la Copa Mundial de 2010. Entre medio, disputó la Copa FIFA Confederaciones 2009 en la que tras perder 5:0 con España y 2:0 ante Sudáfrica, obtuvo su primer punto en la historia de la competición al igualar 0:0 contra Irak.

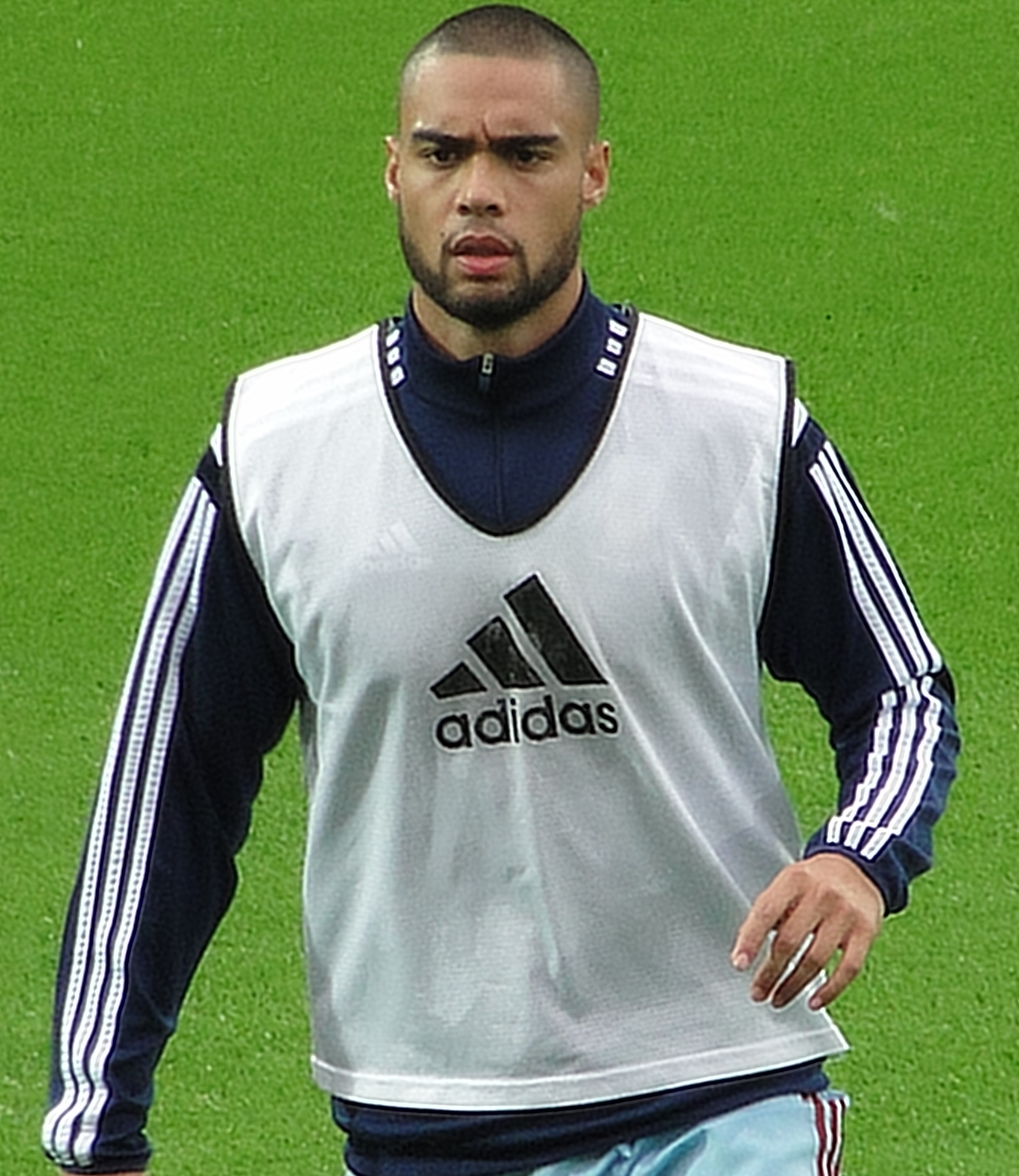
Winston Reid anotó el tanto que le permitió a Nueva Zelanda sumar su primer punto en Mundiales.

En 2009 jugó la ida de la repesca, igualando con Baréin 0:0 en Manama. En la vuelta, disputada en Wellington, Rory Fallon marcó de cabeza sobre el final del primer tiempo y, gracias al penal atajado por Mark Paston al principio de la segunda mitad, significó la segunda clasificación a la máxima cita mundialista para Nueva Zelanda. Ya en Sudáfrica, logró un empate agónico ante Eslovaquia luego de que Winston Reid marcara el 1:1 sobre el final del cotejo; y con gol un tanto de Shane Smeltz empató con Italia, campeón del mundo de la edición anterior, nuevamente 1:1. En el último partido de la fase de grupos, volvió a igualar, en esta ocasión 0:0 contra Paraguay, lo que significó la eliminación del conjunto neozelandés. Sin embargo, los All Whites fueron el único equipo que no perdió ningún partido en el Mundial.

### Eliminación histórica en la Copa de las Naciones: el horror de Honiara
Afrontó en 2012 la novena edición de la Copa de las Naciones de la OFC. Superó la fase de grupos sin mayores complicaciones luego de vencer a Fiyi 1:0 y a Papúa Nueva Guinea 2:1; y empatar con las Islas Salomón 1:1. Sin embargo, en semifinales cayó ante Nueva Caledonia por 2:0 y se vio privada de jugar la final, siendo la primera vez que ninguno de las 2 grandes selecciones de Oceanía no juega la final, permitiendo el debut en la Copa Confederaciones de quien la ganase. La derrota fue llamada por los medios neozelandeses como «el Horror en Honiara» (en inglés Horror in Honiara). En el encuentro por el tercer puesto, volvió a batir a las Islas Salomón, en esta ocasión por un ajustado 4:3. Nueva Zelanda volvió a ratificarse como la mejor selección de Oceanía en la tercera fase de las eliminatorias a Brasil 2014. Allí, ganó los seis encuentros que disputó ante Nueva Caledonia, Tahití y las Islas Salomón, clasificándose al repechaje ante un equipo de la Concacaf, quien terminó siendo México. En la ida, disputada en México, D. F., la selección local se impuso por 5:1, mientras que en la vuelta, jugada en Wellington, México volvió a ganar, esta vez por 4:2, eliminando así a Nueva Zelanda de sus aspiraciones mundialistas.

### Presente (2016-)
En la Copa de las Naciones de la OFC 2016, su décima participación en el torneo continental, superó la fase de grupos primero luego de vencer 3:1 a Fiyi, 5:0 a Vanuatu y 1:0 a las Islas Salomón. En semifinales, volvió a cruzarse con Nueva Caledonia, pero esta vez un gol de Chris Wood de tiro libre les permitió a los Kiwis acceder a su quinta final oceánica ante Papúa Nueva Guinea, organizadora del torneo. Luego de igualar 0:0 en los 90 minutos reglamentarios, y al persistir la igualdad al término del tiempo extra, Nueva Zelanda se impuso en penales por 4:2, en donde Stefan Marinovic tuvo una destacada actuación al detener dos tiros papúes. Significó el quinto título en la competición para el elenco neozelandés. En 2017 derrotó al seleccionado salomonense en la final de la tercera fase de la eliminatoria oceánica a la Copa Mundial de 2018. Así, accedió nuevamente a la repesca, esta vez frente a Perú, que se posicionó quinto en la clasificación de Conmebol. A pesar de igualar en la ida 0:0, en la vuelta el combinado peruano se impuso por 2:0, quedándose con la plaza en juego.
Debido a la pandemia de covid-19, la Copa de las Naciones que iba a realizar en su país en 2020 debió cancelarse. Mientras que las eliminatorias para la Copa del Mundo de 2022, después de varias postergaciones y varios retiros, se realizaron en el primer semestre de 2022 en Doha. En las mismas, venció por la mínima a Papúa Nueva Guinea y goleó a Fiyi y Nueva Caledonia, avanzando primero a las semifinales, donde derrotó a Tahití en un ajustado 1 a 0; en la final, venció por 5 a 0 a Islas Salomón y se clasificó a la Repesca Intercontinental. Para esta edición, la repesca se resolvió a un solo partido en Doha, donde cayó por 1 a 0 ante Costa Rica, quedando fuera del mundial por tercera vez consecutiva.

## Últimos partidos y próximos encuentros
Actualizado al último partido jugado el 10 de junio de 2025
| Fecha      | Ciudad     | Local         | Resultado | Visitante       | Competición                     |
| ---------- | ---------- | ------------- | --------- | --------------- | ------------------------------- |
| 11-10-2024 | Port Vila  | Nueva Zelanda | 3:0       | Tahití          | Clasificación Copa Mundial 2026 |
| 14-10-2024 | Auckland   | Nueva Zelanda | 4:0       | Malasia         | Partido amistoso                |
| 15-11-2024 | Hamilton   | Nueva Zelanda | 8:1       | Vanuatu         | Clasificación Copa Mundial 2026 |
| 18-11-2024 | Auckland   | Nueva Zelanda | 8:0       | Samoa           | Clasificación Copa Mundial 2026 |
| 21-03-2025 | Wellington | Nueva Zelanda | 7:0       | Fiyi            | Clasificación Copa Mundial 2026 |
| 24-03-2025 | Auckland   | Nueva Zelanda | 3:0       | Nueva Caledonia | Clasificación Copa Mundial 2026 |
| 07-06-2025 | Toronto    | Nueva Zelanda | 1:0       | Costa de Marfil | Partido amistoso                |
| 10-06-2025 | Toronto    | Nueva Zelanda | 1:2       | Ucrania         | Partido amistoso                |
| 05-09-2025 | Canberra   | Australia     | -:-       | Nueva Zelanda   | Partido amistoso                |
| 09-09-2025 | Auckland   | Nueva Zelanda | -:-       | Australia       | Partido amistoso                |
| 14-10-2025 | Oslo       | Noruega       | -:-       | Nueva Zelanda   | Partido amistoso                |
| -11-2025   | Nueva York | Ecuador       | -:-       | Nueva Zelanda   | Partido amistoso                |

## Estadísticas

### Copa Mundial de Fútbol
| Copa Mundial de Fútbol | Copa Mundial de Fútbol | Copa Mundial de Fútbol | Copa Mundial de Fútbol | Copa Mundial de Fútbol | Copa Mundial de Fútbol | Copa Mundial de Fútbol | Copa Mundial de Fútbol |
| Año                    | Ronda                  | J                      | G                      | E                      | P                      | GF                     | GC                     |
| ---------------------- | ---------------------- | ---------------------- | ---------------------- | ---------------------- | ---------------------- | ---------------------- | ---------------------- |
| 1930                   | No participó           | No participó           | No participó           | No participó           | No participó           | No participó           | No participó           |
| 1934                   | No participó           | No participó           | No participó           | No participó           | No participó           | No participó           | No participó           |
| 1938                   | No participó           | No participó           | No participó           | No participó           | No participó           | No participó           | No participó           |
| 1950                   | No participó           | No participó           | No participó           | No participó           | No participó           | No participó           | No participó           |
| 1954                   | No participó           | No participó           | No participó           | No participó           | No participó           | No participó           | No participó           |
| 1958                   | No participó           | No participó           | No participó           | No participó           | No participó           | No participó           | No participó           |
| 1962                   | No participó           | No participó           | No participó           | No participó           | No participó           | No participó           | No participó           |
| 1966                   | No participó           | No participó           | No participó           | No participó           | No participó           | No participó           | No participó           |
| 1970                   | No clasificó           | No clasificó           | No clasificó           | No clasificó           | No clasificó           | No clasificó           | No clasificó           |
| 1974                   | No clasificó           | No clasificó           | No clasificó           | No clasificó           | No clasificó           | No clasificó           | No clasificó           |
| 1978                   | No clasificó           | No clasificó           | No clasificó           | No clasificó           | No clasificó           | No clasificó           | No clasificó           |
| 1982                   | Primera ronda          | 3                      | 0                      | 0                      | 3                      | 2                      | 12                     |
| 1986                   | No clasificó           | No clasificó           | No clasificó           | No clasificó           | No clasificó           | No clasificó           | No clasificó           |
| 1990                   | No clasificó           | No clasificó           | No clasificó           | No clasificó           | No clasificó           | No clasificó           | No clasificó           |
| 1994                   | No clasificó           | No clasificó           | No clasificó           | No clasificó           | No clasificó           | No clasificó           | No clasificó           |
| 1998                   | No clasificó           | No clasificó           | No clasificó           | No clasificó           | No clasificó           | No clasificó           | No clasificó           |
| 2002                   | No clasificó           | No clasificó           | No clasificó           | No clasificó           | No clasificó           | No clasificó           | No clasificó           |
| 2006                   | No clasificó           | No clasificó           | No clasificó           | No clasificó           | No clasificó           | No clasificó           | No clasificó           |
| 2010                   | Fase de grupos         | 3                      | 0                      | 3                      | 0                      | 2                      | 2                      |
| 2014                   | No clasificó           | No clasificó           | No clasificó           | No clasificó           | No clasificó           | No clasificó           | No clasificó           |
| 2018                   | No clasificó           | No clasificó           | No clasificó           | No clasificó           | No clasificó           | No clasificó           | No clasificó           |
| 2022                   | No clasificó           | No clasificó           | No clasificó           | No clasificó           | No clasificó           | No clasificó           | No clasificó           |
| 2026                   | Clasificado            | Clasificado            | Clasificado            | Clasificado            | Clasificado            | Clasificado            | Clasificado            |
| 2030                   | Por definir            | Por definir            | Por definir            | Por definir            | Por definir            | Por definir            | Por definir            |
| 2034                   | Por definir            | Por definir            | Por definir            | Por definir            | Por definir            | Por definir            | Por definir            |
| Total                  | 3/23                   | 6                      | 0                      | 3                      | 3                      | 4                      | 14                     |

### Copa FIFA Confederaciones
| Copa FIFA Confederaciones | Copa FIFA Confederaciones | Copa FIFA Confederaciones | Copa FIFA Confederaciones | Copa FIFA Confederaciones | Copa FIFA Confederaciones | Copa FIFA Confederaciones | Copa FIFA Confederaciones |
| Año                       | Ronda                     | J                         | G                         | E                         | P                         | GF                        | GC                        |
| ------------------------- | ------------------------- | ------------------------- | ------------------------- | ------------------------- | ------------------------- | ------------------------- | ------------------------- |
| 1992                      | No participó              | No participó              | No participó              | No participó              | No participó              | No participó              | No participó              |
| 1995                      | No participó              | No participó              | No participó              | No participó              | No participó              | No participó              | No participó              |
| 1997                      | No clasificó              | No clasificó              | No clasificó              | No clasificó              | No clasificó              | No clasificó              | No clasificó              |
| 1999                      | Fase de grupos            | 3                         | 0                         | 0                         | 3                         | 1                         | 6                         |
| 2001                      | No clasificó              | No clasificó              | No clasificó              | No clasificó              | No clasificó              | No clasificó              | No clasificó              |
| 2003                      | Fase de grupos            | 3                         | 0                         | 0                         | 3                         | 1                         | 11                        |
| 2005                      | No clasificó              | No clasificó              | No clasificó              | No clasificó              | No clasificó              | No clasificó              | No clasificó              |
| 2009                      | Fase de grupos            | 3                         | 0                         | 1                         | 2                         | 0                         | 7                         |
| 2013                      | No clasificó              | No clasificó              | No clasificó              | No clasificó              | No clasificó              | No clasificó              | No clasificó              |
| 2017                      | Fase de grupos            | 3                         | 0                         | 0                         | 3                         | 1                         | 8                         |
| Total                     | 4/10                      | 12                        | 0                         | 1                         | 11                        | 3                         | 32                        |

### Copa de las Naciones de la OFC
| Copa de las Naciones de la OFC | Copa de las Naciones de la OFC | Copa de las Naciones de la OFC | Copa de las Naciones de la OFC | Copa de las Naciones de la OFC | Copa de las Naciones de la OFC | Copa de las Naciones de la OFC | Copa de las Naciones de la OFC |
| Año                            | Ronda                          | J                              | G                              | E                              | P                              | GF                             | GC                             |
| ------------------------------ | ------------------------------ | ------------------------------ | ------------------------------ | ------------------------------ | ------------------------------ | ------------------------------ | ------------------------------ |
| 1973                           | Campeón                        | 5                              | 4                              | 1                              | 0                              | 13                             | 4                              |
| 1980                           | Fase de grupos                 | 3                              | 1                              | 0                              | 2                              | 7                              | 8                              |
| 1996                           | Semifinales                    | 2                              | 0                              | 1                              | 1                              | 0                              | 3                              |
| 1998                           | Campeón                        | 4                              | 4                              | 0                              | 0                              | 11                             | 1                              |
| 2000                           | Subcampeón                     | 4                              | 3                              | 0                              | 1                              | 7                              | 3                              |
| 2002                           | Campeón                        | 5                              | 5                              | 0                              | 0                              | 23                             | 2                              |
| 2004                           | Tercer lugar                   | 5                              | 3                              | 0                              | 2                              | 17                             | 5                              |
| 2008                           | Campeón                        | 6                              | 5                              | 0                              | 1                              | 14                             | 5                              |
| 2012                           | Tercer lugar                   | 5                              | 3                              | 1                              | 1                              | 8                              | 7                              |
| 2016                           | Campeón                        | 5                              | 5                              | 0                              | 0                              | 10                             | 1                              |
| 2020                           | Cancelado                      | Cancelado                      | Cancelado                      | Cancelado                      | Cancelado                      | Cancelado                      | Cancelado                      |
| 2024                           | Campeón                        | 4                              | 4                              | 0                              | 0                              | 15                             | 0                              |
| Total                          | 11/11                          | 48                             | 37                             | 3                              | 8                              | 125                            | 39                             |

### Copa Desafío AFC/OFC
| Copa Desafío AFC/OFC | Copa Desafío AFC/OFC | Copa Desafío AFC/OFC | Copa Desafío AFC/OFC | Copa Desafío AFC/OFC | Copa Desafío AFC/OFC | Copa Desafío AFC/OFC | Copa Desafío AFC/OFC |
| Año                  | Ronda                | J                    | G                    | E                    | P                    | GF                   | GC                   |
| -------------------- | -------------------- | -------------------- | -------------------- | -------------------- | -------------------- | -------------------- | -------------------- |
| 2001                 | No clasificó         | No clasificó         | No clasificó         | No clasificó         | No clasificó         | No clasificó         | No clasificó         |
| 2003                 | Subcampeón           | 1                    | 0                    | 0                    | 1                    | 0                    | 3                    |
| Total                | 1/2                  | 1                    | 0                    | 0                    | 1                    | 0                    | 3                    |

## Palmarés

### Competiciones oficiales

#### Continental
- Copa de las Naciones de la OFC:
  -   Campeón (6): 1973, 1998, 2002, 2008, 2016 y 2024
  -  Subcampeón (1): 2000
  -  Tercer lugar (2): 2004 y 2008

#### Intercontinental
- Copa Desafío AFC-OFC:
  -  Subcampeón (1): 2003

### Competiciones amistosas
- Copa Trans-Tasman (2): 1983 y 1987
- Torneo Merdeka (1): 2000

## Uniforme
| Primera equipación | (Ver evolución) | Equipación actual |

## Estadios

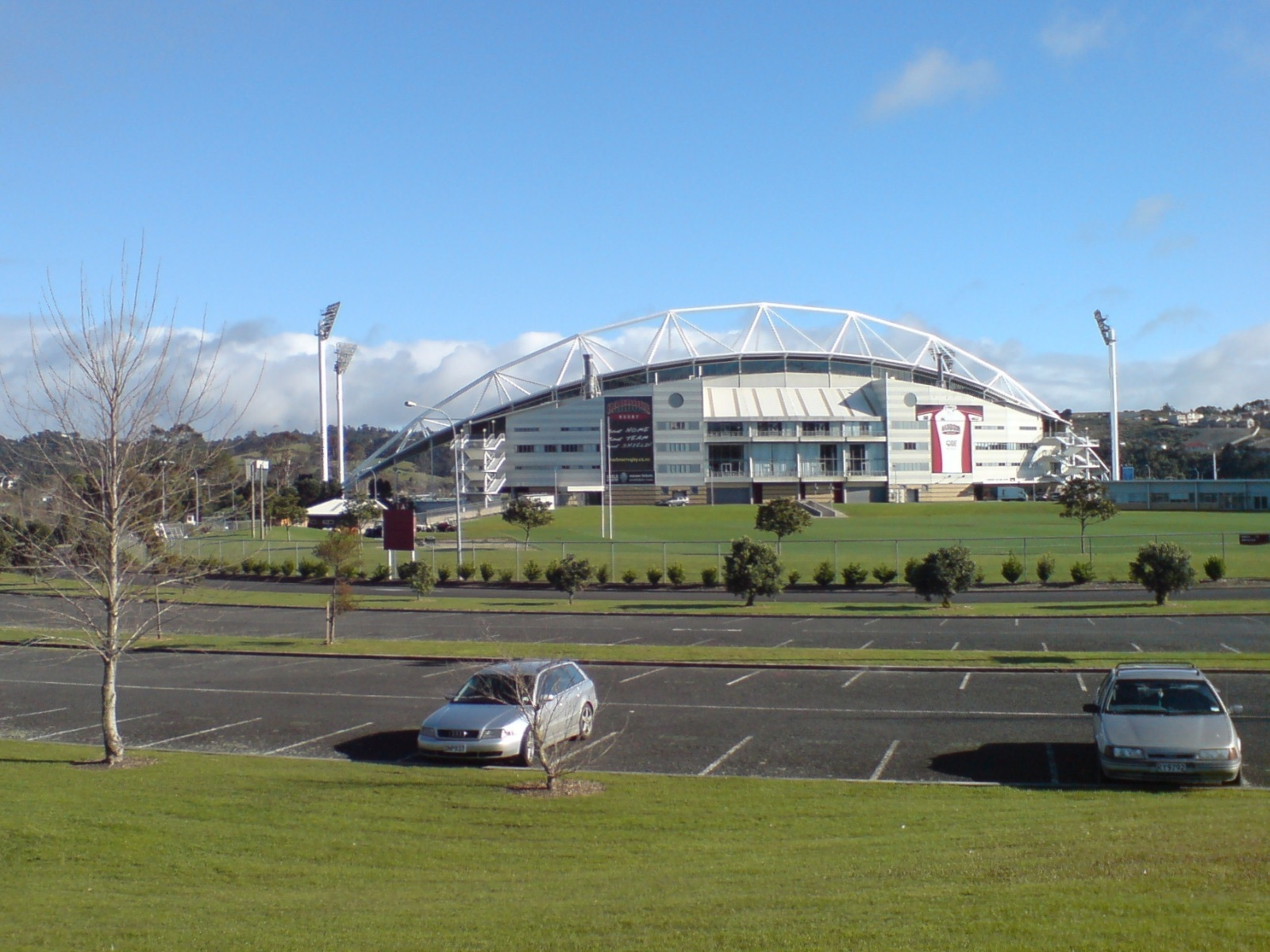
El Estadio North Harbour visto desde uno de los estacionamientos cercanos.

Los dos estadios que comúnmente utiliza la selección neozelandesa para afrontar sus presentaciones son el North Harbour y el Westpac Stadium, aunque el seleccionado también suele jugar en recintos localizados en otras ciudades, como el AMI Stadium de Christchurch o el Forsyth Barr de Dunedin.
El primero se encuentra en North Shore, en la Región de Auckland. Tiene capacidad para 25 000 espectadores y fue el recinto que albergó a los New Zealand Knights desde su fundación en 1999 hasta su desaparición en 2007. Además, esta fue una de las instalaciones que acogieron la Copa Mundial Femenina de Fútbol Sub-17 de 2008, en la que Franz Beckenbauer elogió a Nueva Zelanda por su calidad de país anfitrión. En el North Harbour se jugó la final en la que Corea del Norte venció 2-1 a los Estados Unidos.
El Westpac se localiza en Wellington, capital neozelandesa. Es el estadio en el que el Wellington Phoenix juega de local. Fue el campo donde se jugó la vuelta del repechaje ante Baréin, partido en el que los Kiwis obtuvieron su pasaje al Mundial de Sudáfrica 2010.

## Jugadores
Algunos jugadores destacados son Ricki Herbert, Steve Sumner, Vaughan Coveny, Ryan Nelsen, Shane Smeltz, Ivan Vicelich (más presencias), Simon Elliott, Wynton Rufer, Chris Wood (goleador histórico) , Steve Sumner, Steve Wooddin, Chris Zoricich, entre otros.

### Goleadores y jugadores con más presencias
- Los jugadores marcados en negrita aún siguen activos
- Última actualización: 25 de marzo de 2022.[47]

| #  | Jugador        | Periodo     | Goles | Partidos | Prom. |
| -- | -------------- | ----------- | ----- | -------- | ----- |
| 1  | Chris Wood     | 2009 –      | 44    | 81       | 0,51  |
| 2  | Vaughan Coveny | 1992 – 2007 | 30    | 64       | 0,46  |
| 3  | Shane Smeltz   | 2003 – 2017 | 24    | 58       | 0,41  |
| 4  | Steve Sumner   | 1976 – 1988 | 22    | 58       | 0,38  |
| 5  | Brian Turner   | 1967 – 1982 | 21    | 59       | 0,36  |
| 6  | Jock Newall    | 1951 – 1952 | 16    | 10       | 1,60  |
| 7  | Keith Nelson   | 1977 – 1983 | 16    | 20       | 0,80  |
| 8  | Chris Killen   | 2000 – 2013 | 16    | 48       | 0,33  |
| 9  | Grant Turner   | 1980 – 1988 | 15    | 42       | 0,35  |
| 10 | Wynton Rufer   | 1980 – 1997 | 12    | 23       | 0,52  |

| #  | Jugador        | Periodo     | Partidos | Goles |
| -- | -------------- | ----------- | -------- | ----- |
| 1  | Ivan Vicelich  | 1995 – 2013 | 88       | 6     |
| 2  | Simon Elliott  | 1995 – 2011 | 69       | 6     |
| 3  | Vaughan Coveny | 1992 – 2007 | 64       | 30    |
| 4  | Chris Wood     | 2009 –      | 81       | 44    |
| 5  | Ricki Herbert  | 1980 – 1989 | 61       | 7     |
| 6  | Chris Jackson  | 1995 – 2003 | 60       | 10    |
| 7  | Brian Turner   | 1967 – 1982 | 59       | 21    |
| 8  | Shane Smeltz   | 2003 – 2017 | 58       | 24    |
| 9  | Steve Sumner   | 1976 – 1988 | 58       | 22    |
| 10 | Duncan Cole    | 1978 – 1988 | 58       | 4     |

### Última convocatoria
| N.º | Nombre            | Posición      | Edad    | PJ | Goles | Club                     |
| --- | ----------------- | ------------- | ------- | -- | ----- | ------------------------ |
| 12  | Alex Paulsen      | Portero       | 22 años | 1  | 0     | Auckland FC              |
| 1   | Max Crocombe      | Portero       | 31 años | 12 | 0     | Burton Albion            |
| 22  | Oliver Sail       | Portero       | 28 años | 9  | 0     | Perth Glory              |
| 15  | Tommy Smith       | Defensa       | 35 años | 56 | 2     | Auckland FC              |
| 2   | Tim Payne         | Defensa       | 31 años | 42 | 2     | Wellington Phoenix F. C. |
| 5   | Michael Boxall    | Defensa       | 36 años | 53 | 0     | Minnesota United F. C.   |
| 14  | Finn Surman       | Defensa       | 21 años | 6  | 1     | Portland Timbers         |
| 3   | Nando Pijnaker    | Defensa       | 26 años | 21 | 0     | Auckland FC              |
| 13  | Liberato Cacace   | Defensa       | 24 años | 29 | 1     | Empoli F. C.             |
| 21  | Francis De Vries  | Defensa       | 30 años | 6  | 0     | Auckland FC              |
| 23  | Storm Roux        | Defensa       | 31 años | 14 | 0     | CC Mariners              |
| 4   | Tyler Bindon      | Defensa       | 19 años | 13 | 2     | Reading                  |
| 6   | Joe Bell          | Mediocampista | 26 años | 20 | 1     | Viking                   |
| 16  | Alex Rufer        | Mediocampista | 29 años | 18 | 0     | Wellington Phoenix F. C. |
| 10  | Sarpreet Singh    | Mediocampista | 25 años | 15 | 2     | Uniao de Leiria          |
| 8   | Marko Stamenic    | Mediocampista | 23 años | 25 | 0     | Olympiacos               |
| 19  | Logan Rogerson    | Mediocampista | 26 años | 16 | 2     | Auckland FC              |
| 7   | Matthew Garbett   | Mediocampista | 23 años | 26 | 5     | N. A. C. Breda           |
| 20  | Callum McCowatt   | Delantero     | 26 años | 19 | 3     | Silkeborg                |
| 18  | Ben Waine         | Delantero     | 23 años | 21 | 7     | Mansfield Town           |
| 11  | Elijah Just       | Delantero     | 25 años | 31 | 5     | St Polten SK             |
| 9   | Chris Wood        | Delantero     | 33 años | 80 | 40    | Nottingham Forest F. C.  |
| 17  | Kosta Barbarouses | Delantero     | 35 años | 65 | 8     | Wellington Phoenix F. C. |
| 17  | Liam Gillion      | Delantero     | 22 años | 1  | 0     | Auckland FC              |
| 19  | Ben Old           | Delantero     | 22 años | 12 | 1     | Saint Etienne            |

### Convocados recientemente
Esta es una lista de los jugadores que han sido convocados para los encuentros disputados hace menos de un año pero no para el último.
| Nombre                   | Posición      | Edad | PJ Sel | Goles | Club                           | Última convocatoria                       |
| ------------------------ | ------------- | ---- | ------ | ----- | ------------------------------ | ----------------------------------------- |
| Stefan Marinovic         | Arquero       | 33   | 24     | 0     | Vancouver Whitecaps            | Perú, 15 de noviembre de 2017             |
| Oliver Sail              | Arquero       | 29   | 0      | 0     | Wellington Phoenix             | Islas Salomón, 5 de septiembre de 2017    |
| Tamati Williams          | Arquero       | 41   | 1      | 0     | Aalborg                        | Copa Confederaciones, 24 de junio de 2017 |
| Michael Boxall           | Defensor      | 36   | 32     | 0     | Minnesota United               | Canadá, 24 de marzo de 2018               |
| Themistoklis Tzimopoulos | Defensor      | 39   | 15     | 1     | Giannina                       | Canadá, 24 de marzo de 2018               |
| Storm Roux               | Defensor      | 32   | 9      | 0     | Central Coast Mariners         | Canadá, 24 de marzo de 2018               |
| Kip Colvey               | Defensor      | 31   | 15     | 0     | Colorado Rapids                | Perú, 15 de noviembre de 2017             |
| Winston Reid             | Defensor      | 37   | 24     | 1     | West Ham United                | Perú, 15 de noviembre de 2017             |
| Tommy Smith              | Defensor      | 35   | 36     | 2     | Colorado Rapids                | Perú, 15 de noviembre de 2017             |
| Deklan Wynne             | Defensor      | 30   | 16     | 0     | Colorado Rapids                | Perú, 15 de noviembre de 2017             |
| Michael McGlinchey       | Mediocampista | 39   | 52     | 5     | Libre                          | Canadá, 24 de marzo de 2018               |
| Niko Kirwan              | Mediocampista | 29   | 0      | 0     | Mestre                         | Canadá, 24 de marzo de 2018               |
| Ryan Thomas              | Mediocampista | 30   | 18     | 3     | Zwolle                         | Canadá, 24 de marzo de 2018               |
| Bill Tuiloma             | Mediocampista | 30   | 24     | 0     | Portland Timbers               | Perú, 15 de noviembre de 2017             |
| James Musa               | Mediocampista | 33   | 3      | 0     | Phoenix Rising                 | Japón, 6 de octubre de 2017               |
| Jeremy Brockie           | Delantero     | 37   | 51     | 1     | Mamelodi Sundowns              | Canadá, 24 de marzo de 2018               |
| Marco Rojas              | Delantero     | 33   | 40     | 5     | AS Tefana                      | Canadá, 24 de marzo de 2018               |
| Kosta Barbarouses        | Delantero     | 35   | 47     | 4     | Melbourne Victory              | Perú, 15 de noviembre de 2017             |
| Monty Patterson          | Delantero     | 28   | 15     | 1     | Wellington Phoenix             | Perú, 15 de noviembre de 2017             |
| Chris Wood               | Delantero     | 33   | 56     | 24    | Newcastle United Football Club | Perú, 15 de noviembre de 2017             |

## Entrenadores

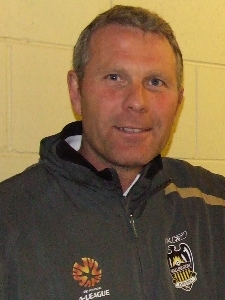
Ricki Herbert, jugador histórico y entrenador del seleccionado neozelandés desde 2005 hasta 2013.

Entre los entrenadores más conocidos se puede resaltar a John Adshead, quién consiguió el logro más importante en el mundo del fútbol de Nueva Zelanda hasta 2010, lograr clasificarse a un mundial. A pesar de ello, en los tres partidos la selección perdió por resultados muy abultados y John decidió dejar de dirigirla. Ljubiša Broćić, quien supo entrenar al FC Barcelona, al Juventus y a otros equipos europeos, estuvo al mando del seleccionado en dos etapas (1965-1966 y 1969), aunque no logró buenos resultados. Otro entrenador destacado es Ricki Herbert, que ostenta un título de Copa de las Naciones de la OFC y el gran logro de clasificar al Mundial de Sudáfrica 2010 en donde no perdió ningún partido. Barrie Truman, Ken Dugale, Mick Waitt y Anthony Hudson lograron un título, cada uno, en la Copa de las Naciones de la OFC. 

### Cuerpo técnico actual
| Cargo                   | Nombre           |
| ----------------------- | ---------------- |
| Coordinador             | Andrew Boyens    |
| Entrenador              | Darren Bazeley   |
| Asistente               | Simon Elliott    |
| Asistente               | Glen Moss        |
| Asistente               | Tony Readings    |
| Entrenador de porteros  | Jonathan Gould   |
| Gerente de rendimiento  | Ryan Nelsen      |
| El Director del equipo  | Simon Hilton     |
| Ciencia deportiva / CyD | Sunz Singh       |
| Médico                  | Chan Dassanayake |
| Fisioterapeuta          | Roland Jeffery   |
| Fisioterapeuta          | Adam Crump       |

### Listado de entrenadores
Actualizado al encuentro contra India jugado el 7 de junio de 2018.
| Entrenador             | Desde | Hasta    | Estadísticas | Estadísticas | Estadísticas | Estadísticas | Estadísticas |
| Entrenador             | Desde | Hasta    | P            | G            | E            | P            | Rend.        |
| ---------------------- | ----- | -------- | ------------ | ------------ | ------------ | ------------ | ------------ |
| Ken Armstrong          | 1957  | 1964     | 9            | 7            | 1            | 1            | 81,48%       |
| Ljubiša Broćić         | 1965  | 1966     | 0            | 0            | 0            | 0            | -            |
| Juan Schwanner         | 1967  | 1968     | 7            | 3            | 0            | 4            | 42,85%       |
| Ljubiša Broćić         | 1969  | 1969     | 6            | 1            | 1            | 4            | 22,22%       |
| Barrie Truman          | 1970  | 1976     | 31           | 10           | 9            | 12           | 41,93%       |
| Wally Hughes           | 1977  | 1978     | 7            | 5            | 1            | 1            | 76,19%       |
| John Adshead           | 1979  | 1982     | 46           | 22           | 11           | 13           | 55,79%       |
| Allan Jones            | 1983  | 1984     | 19           | 10           | 4            | 5            | 59,64%       |
| Kevin Fallon           | 1985  | 1988     | 32           | 17           | 5            | 10           | 58,33%       |
| John Adshead           | 1988  | 1989     | 4            | 1            | 1            | 2            | 33,33%       |
| Ian Marshall           | 1990  | 1993     | 16           | 7            | 1            | 8            | 45,83%       |
| Bobby Clark            | 1994  | 1995     | 9            | 1            | 2            | 6            | 18,51%       |
| Keith Pritchett        | 1996  | 1997     | 9            | 2            | 1            | 6            | 22,22%       |
| Joe McGrath            | 1997  | 1998     | 9            | 3            | 1            | 5            | 33,33%       |
| Ken Dugdale            | 1998  | 2002     | 34           | 15           | 6            | 13           | 50%          |
| Mick Waitt             | 2002  | 2004     | 18           | 8            | 1            | 9            | 46,29%       |
| Ricki Herbert          | 2005  | 2013     | 59           | 22           | 14           | 23           | 45,19%       |
| Neil Emblen (interino) | 2013  | 2014     | 2            | 0            | 1            | 1            | 16,66%       |
| Anthony Hudson         | 2014  | 2017     | 27           | 9            | 7            | 11           | 41,97%       |
| Fritz Schmid           | 2018  | 2019     | 4            | 2            | 0            | 2            | 50%          |
| Danny Hay              | 2019  | 2022     | 6            | 6            | 3            | 3            | 50%          |
| Darren Bazeley         | 2022  | presente | 1            | 1            | 0            | 0            | 50%          |